# Макс (фільм)
«Макс» (англ. Max) — драма 2002 року про взаємини Адольфа Гітлера з вигаданим персонажем Максом Ротманом.
Теглайн фільму: «Мистецтво + Політика = Влада» (Art + Politics = Power).

## Сюжет
Макс Ротман — єврейський ветеран битви при Іпрі, де він втратив руку. В важкий післявоєнний час Макс відкриває галерею сучасного мистецтва, де намагається відобразити суть війни. До нього приходить молодий художник Гітлер, що служив під керівництвом Макса, який хоче, щоб його роботи виставили. Одночасно капітан Майер пропонує Гітлеру виступати перед людьми з антисемітською пропагандою.

## У ролях
Джон К'юсак

Ноа Тейлор

Лілі Собескі